# Загорский, Николай Петрович
Никола́й Петро́вич Заго́рский (20 ноября [2 декабря] 1849, Санкт-Петербург — 30 декабря 1893  [11 января 1894]) — русский живописец-жанрист.

## Биография и творчество

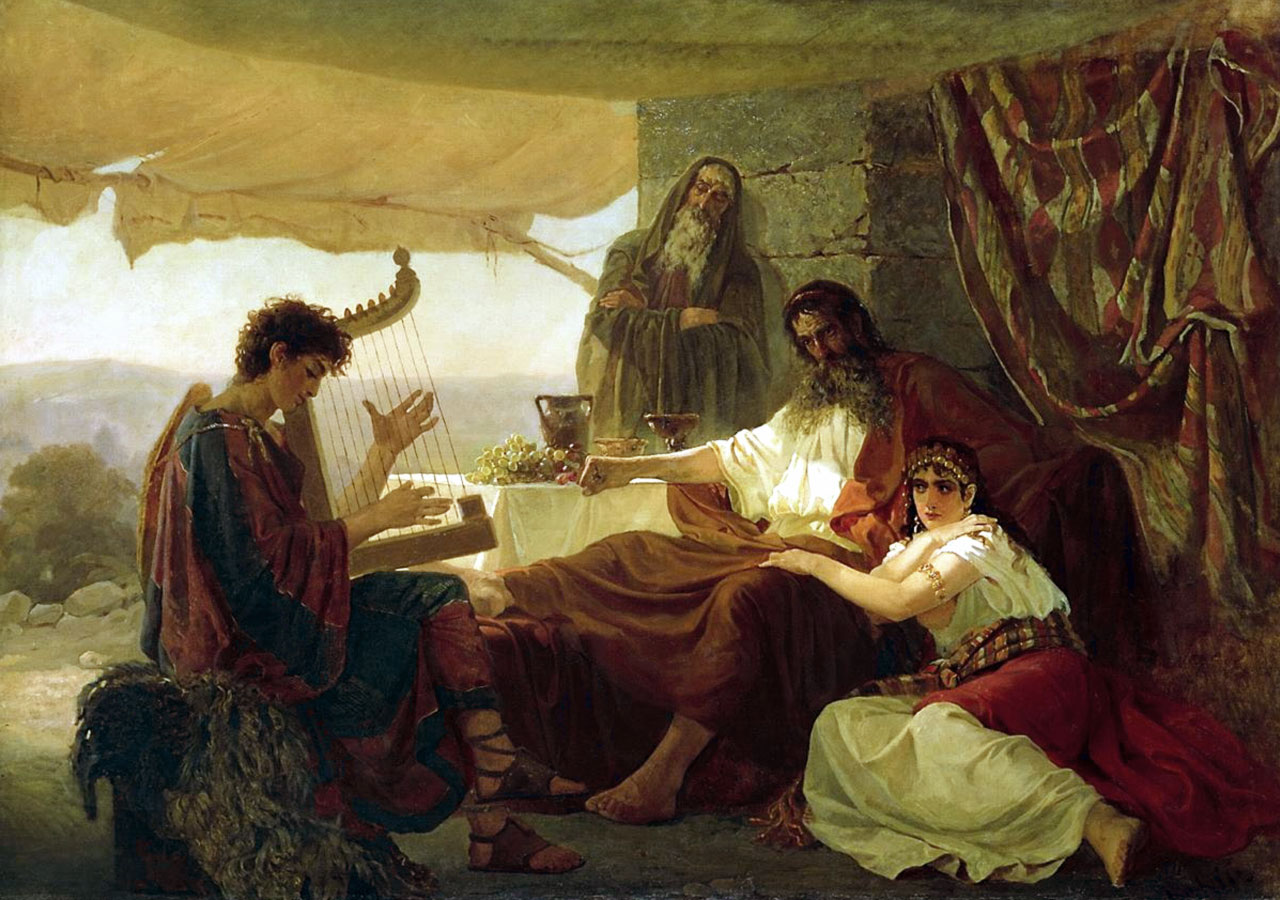
Давид играет на арфе пред Саулом

Родился в Санкт-Петербурге, где служил его отец — помещик Рязанской губернии. 
В 1864 году поступил вольнослушателем в Императорскую Академию художеств, которую окончил в 1875 году. За время обучения был награждён малой золотой медалью за картину: «Давид играет на арфе пред Саулом» (1873), а также двумя большими серебряными (1869—1870) и двумя малыми серебряными медалями (1868—1869) за другие работы.
В 1874 году получил звание классного художника 1-й степени за картину «Апостол Павел перед судом наместника Феста Порция». По окончании академии в течение двух лет почти безвыездно прожил в деревне, где написал ряд портретов исторических деятелей, заказанных ему московским Румянцевским музеем. Написанные Н. П. Загорским портреты были высоко оценены И. Н. Крамским.
Иллюстрировал журналы «Пчела», Всемирная иллюстрация и другие, «Большой альбом к сочинениям А. С. Пушкина» (СПб., 1887).
Николай Петрович Загорский умер 30 декабря 1893 (11 января 1894) года.
Работы Н. П. Загорского представлены во многих музеях России и Украины.

## Педагогическая и общественная деятельность
Преподавал в рисовальных классах Императорского общества поощрения художеств. Состоял членом Товарищества передвижных художественных выставок. Был одним из учредителей Санкт-Петербургского общества художников.

## Основные работы
- Автопортрет (1871, Горловский художественный музей)
- «Давид играет на арфе пред Саулом» (1873, Русский музей)
- «Апостол Павел перед судом наместника Феста Порция» (1874)
- «Семейная сцена» (1875, Тамбовская картинная галерея)
- «Плотник» (1877, Северо-Осетинский художественный музей)
- «У мирового судьи в провинции» (1880, Архангельский музей изобразительных искусств)
- «Старый артист и его дочь» (1881)
- «Арендатор» (1885)
- «Митька» (1885)
- «Супруги» (1886)
- «Полесовщик» (1886, хранилась в Музее императорской Академии художеств)
- «В неурожайный год — по миру» (1886, Нижегородский художественный музей)
- «Нищие» (1886)
- «У фельдшера в ожидании приема» (1887, Третьяковская галерея)
- «Деревенские подростки»» (1887)
- «Молодуха» (1887)
- «Вдовая» (1887)
- «Дуэт» (1890, Одесский художественный музей)
- «В швейцарской» (1891, Пензенская картинная галерея)
- «Лиза» (1892)
- «Альтист» (1892)
- «В ожидании приговора доктора» (1892)
- «В саду» (1892)
- «Уже ходит» (1892)
- «Прошлое» (1893)
- «Письмо от сына издалека» (1893)
- «Наболевшее сердце» (1893, Русский музей)
- «За утренним чаем» (1893, Бурятский республиканский художественный музей имени Ц. С. Сампилова)
- «Проводы попечителя» (рисунок сепией, Третьяковская галерея)
- Портрет Александра III

## Выставки
- Всемирная выставка в Филадельфии, 1876 («Семейная сцена»).
- Юбилейная академическая выставка в Берлине, 1886 («Нищие»).
- Колумбова выставка в Чикаго, 1893 («Наболевшее сердце», «За утренним чаем»).
- Выставки Товарищества передвижных художественных выставок с 1880 года в Харькове, Екатеринбурге, Казани, Киеве, Риге и Одессе.
- Персональная выставка в Санкт-Петербурге в начале 1890-х годов.

## Семья
Супруга Вера Васильевна, урожденная  Бланк (1864-1941)
Дети:
Сын - Владимир Николаевич (?)
Сын - Георгий Николаевич (1863-1941)  умер в блокадном Ленинграде.